# Viriat
Viriat település Franciaországban, Ain megyében. Lakosainak száma 6955 fő (2022. január 1.). Viriat Attignat, Bourg-en-Bresse, Jasseron, Marboz, Polliat, Saint-Denis-lès-Bourg és Saint-Étienne-du-Bois községekkel határos.

## Népesség
A település népessége az elmúlt években az alábbi módon változott:
| Lakosok száma | 3012 | 3997 | 4701 | 5665 | 6258 | 6281 | 6418 | 6595 | 6665 | 6955 |
|               | 1968 | 1982 | 1990 | 2006 | 2013 | 2015 | 2017 | 2019 | 2020 | 2022 |